# Kurenai
Kurenai (jap. 紅 Kurenai) – japońska seria opowiadań autorstwa Kentarō Katayamy, z ilustracjami autorstwa Yamato Yamamoto. Mangowa adaptacja serii została opublikowana w pierwszym numerze magazynu Jump Square. Anime oparte na serii, wykonane przez studio Brains Base, było emitowane po raz pierwszy w Japonii od 3 kwietnia 2008 do 19 czerwca 2008.

## Fabuła
Szesnastoletni Shinkurō Kurenai, specjalista w rozstrzyganiu sporów międzyludzkich, zostaje pewnego dnia zatrudniony przez swoją pracodawczynię jako ochroniarz siedmioletniej dziewczynki pochodzącej z potężnej plutokratycznej rodziny, w której praktykuje się kazirodcze związki, przetrzymując należące do rodziny kobiety z dala od zewnętrznego świata w tzw. Wewnętrznym Sanktuarium.

## Bohaterowie
- Shinkurō Kurenai (jap. 紅真九郎 Kurenai Shinkurō) – Główny bohater serii. Mimo swojego wyglądu jest zdolnym i silnym pracownikiem, który wykonuje dla Beniki wiele zadań, włączając w to ochranianie Murasaki. Był trenowany w sztukach walki przez Benikę oraz rodzinę Hōzuki.

Seiyū: Miyuki Sawashiro
- Murasaki Kuhōin (jap. 九鳳院紫 Kuhōin Murasaki) – Mała dziewczynka ochraniana przez Shinkuro. Na początku uparta i snobistyczna, z czasem zaprzyjaźnia się z Shinkuro. Mieszka w jego skromnym mieszkaniu ukrywając się przed jej rodziną, praktykującą zasadę przetrzymywania kobiet w Wewnętrznym Sanktuarium, bez możliwości zobaczenia zewnętrznego świata.

Seiyū: Aoi Yūki
- Benika Jūzawa (jap. 柔沢紅香 Jūzawa Benika) – Jest pracodawczynią Shinkuro, który jest dla niej gotowy zrobić wszystko ze względu na pomoc, jaką mu udzieliła kiedy był jeszcze dzieckiem. Jest spokojną i poukładaną osobą, która wierzy w swą intuicję. Zgodnie z ostatnim życzeniem matki Murasaki, porywa ją z Wewnętrznego Sanktuarium i oddaje pod opiekę Shinkuro, widząc między nimi podobieństwo charakterów i przeżyć.

Seiyū: Sawa Ishige
- Yayoi Inuzuka (jap. 犬塚弥生 Inuzuka Yayoi) – Jedna z podwładnych Beniki. Ma tendencję do krytykowania jej decyzji i narzekania na Shinkuro. Wierzy, że tak ważna praca jak ochrona Murasaki powinna być wykonywana przez bardziej zdolną i doświadczoną osobę.

Seiyū: Aiko Ōkubo
- Ginko Murakami (jap. 村上銀子 Murakami Ginko) – Przyjaciółka Shinkuro, która wyszukuje dla niego potrzebne informacje w Internecie. Znają się od wielu lat. Martwi się o Shinkuro, kiedy wykonuje prace dla Beniki.

Seiyū: Nozomi Masu
- Yūno Hōzuki (jap. 崩月夕乃 Hōzuki Yūno) – Dziewczyna z którą Shinkuro mieszkał kiedy był mały oraz jego sparingpartner. Pochodzi z rodziny, która niegdyś zajmowała się dokonywaniem morderstw, lecz obecnie trudni się wyłącznie sztukami walk. Mimo swego wyglądu, jest silnym wojownikiem. Jest zakochana w Shinkuro i lubi z nim spędzać wspólnie czas.

Seiyū: Ryoko Shintani
- Tamaki Mutō (jap. 武藤環 Mutō Tamaki) – Młoda studentka, która mieszka w tym samym budynku co Shinkuro. Osoba zalotna, sama określająca się jako specjalistkę w sprawach miłosnych. Wiedza jednak nie przekłada się na jej życie prywatne, ponieważ nie jest w stanie utrzymać przy sobie swego chłopaka.

Seiyū: Asami Sanada
- Yamie (jap. 闇絵 Yamie) – Jest kolejną mieszkanką domu, w którym mieszka Shinkuro. Zawsze ubiera się na czarno i nazywa sama siebie grzeszną kobietą. Lubi koty. Często zachowuje się w sposób sarkastyczny.

Seiyū: Haruka Kimura
- Renjō Kuhōin (jap. 九鳳院蓮丈 Kuhōin Renjō) – Jest ojcem Murasaki, który według rodzinnego zwyczaju musiał poślubić kobietę o imieniu Kazuko. Wzięła ona na siebie rolę matki Murasaki, sprawiając przy tym wielki ból jej prawdziwej biologicznej matce – Souju. Renjo ściśle trzymał się rodzinnych zasad nawet, kiedy Souju, kobieta, którą naprawdę kochał, popełniła samobójstwo.

Seiyū: Takaya Kuroda

## Opowiadania
1. Kure-nai (ISBN 4-08-630272-1), Grudzień 2005
2. Kure-nai ~Guillotine~ (ISBN 4-08-630290-X), Lipiec 2006
3. Kure-nai ~Shuuakusai~ (Część 1) (ISBN 978-4-08-630342-2), Listopad 2007
4. Kure-nai ~Shuuakusai~ (Część 2) (ISBN 978-4-08-630416-0), Kwiecień 2008

## Manga
Mangowa adaptacja, rysowana przez Yamato Yamamoto, jest publikowana w magazynie Jump Squere.

## Anime
Emisja anime składającego się z dwunastu odcinków rozpoczęła się w Japonii 3 kwietnia 2008. Autorem scenariusza był Kō Matsuo. Wersja anime różni się nieco od mangi, wprowadzając nieco więcej dramaturgii i scen z życia codziennego.